# Argyreia poilanei
Argyreia poilanei är en vindeväxtart som beskrevs av Van Ooststr. Argyreia poilanei ingår i släktet Argyreia och familjen vindeväxter. Inga underarter finns listade i Catalogue of Life.